# Патике
Патике врста су обуће која се најчешће користи приликом спортских активности. Међутим, у скорије доба постале су и модни тренд те се често носе не само у спортске сврхе.

## Врсте патика
С обзиром да се патике у основи користе за спортске активности, најпознатија подела je:
- фудбалске патике или копачке. Ово су најчешће плитке патике са специјално дизајнираним ђоном. Уколико се фудбал игра на трави оне често имају крампоне који онемогућавају проклизавање.
- кошаркашке патике. Ове патике имају нешто већу дубину како би се додатно ојачао чланак који је изложен великим притисцима приликом скакања. Поред спринтерица кошаркашке патике су најпопуларније патике за "опуштену" ношњу, првенствено због популарнсти старки, џорданка, али и других модела попут Reebok-ових "пампица".[1] Често се праве од чвршћих материјала као што је кожа или вештачка влакна
- патике за трчање или спринтерице. Ово су најчешће плитке патике и одликује их савитљивост и лакоћа. Због тога се праве од лаких материјала који истовремено омогућују и одређен проток ваздуха.[2]
- патике за тенис или тенисице. Ове патике су плитке патике а по осталим особинама сличне кошаркашким, због великих притисака које стопало трпи током играња тениса.
- патике за дворанске спортове. Ове патике су најчешће плитке патике са специјално дизајнираним ђоновима који спречавају проклизавање. Користе се у дворанским спортовима као што је рукомет и одбојка.

## Популарни брендови
Постоји велики број произвођача патика и они се најчешће подударају са произвођачама комплетне спортске опреме. Најпознатији су: Најк, Адидас, Конверс, Пума, Асикс и Рибок. 

## Остало
Због популарности како спорта тако и спортиста патике су постале и модни тренд. Тако се често може чути термин патике за шетњу, изласке и слично. Поред спорта, оне су постале обележје читавих покрета и култура. Тако је рецимо заштитини знак рока 70-их постале патике Конверс. Данас бројни репери потписују милионске уговоре како би били заштитно лице Најкија и Адидаса.

## Наводи
1. ↑  „KoÅ¡arkaÅ¡ke patike smanjuju silu udarca i optereÄ‡enje na meka tkiva prilikom doskoka - Trening - BesplatanSport.com[[Категорија:Ботовски наслови]]”. Архивирано из оригинала 23. 08. 2013. г. Приступљено 01. 09. 2013. Сукоб URL—викивеза (помоћ)
2. ↑  Patike